# Nitrazépam
Wikipédia ne donne pas d'avis médical : seul un professionnel (médecin, pharmacien, etc.) est habilité à le faire.
Ne doit pas être confondu avec Flunitrazépam.
Le nitrazépam (DCI) est une molécule appartenant à la famille des benzodiazépines. De ce fait, elle possède des actions myorelaxantes, anxiolytiques, hypno-sédatives, anticonvulsivantes et amnésiantes, mais elle est principalement utilisée comme hypnotique dans le traitement de l'insomnie sévère. Elle est commercialisée sous le nom de Mogadon, parmi d'autres.
Elle a été synthétisée pour la première fois à la fin des années 1950 par le laboratoire Hoffmann-La Roche en Suisse. Elle fut brevetée en 1961 et fut commercialisée en 1965,, ce qui en fait l'une des plus vieilles benzodiazépines encore utilisées de nos jours. Il s'agit d'un des hypnotiques les moins prescrits en France avec environ 0,4 millions de boites vendues par an, souvent déprécié en faveur de molécules plus modernes et ayant une durée d'action plus courte, telles que les non-benzodiazépines (ou Z-Drugs), la zopiclone et le zolpidem.

## Propriétés structurelles

Formule topologique générale des benzodiazépines.

Le nitrazépam est une 1,4-benzodiazépine. La présence d'un groupe nitro ({\displaystyle {\ce {-NO2}}}) en position R7 la fait appartenir à la sous-famille des nitrobenzodiazépines, qui englobe également des dérivés plus modernes du nitrazépam, comme le clonazépam ou le flunitrazépam.

## Indications et posologie

### Insomnie et troubles du sommeil
Le nitrazépam possède des propriétés sédatives et hypnotiques particulièrement puissantes. Son usage est généralement limité au traitement intermittent ou de court terme de l'insomnie sévère invalidante. Comme tous les hypnotiques, ce médicament devrait être pris pendant la durée la plus brève possible. Les recommandations s'accordent sur le fait que la durée de 4 semaines de traitement continu (ou moins selon les pays et les juridictions) doit, dans la majorité des cas, ne pas être dépassée,,, pour éviter l'apparition d'une accoutumance et d'une tolérance, pouvant mener à la dépendance et à une addiction,,. L'arrêt d'une consommation quotidienne ou importante doit se précéder d'une diminution progressive des doses, pour éviter l'apparition d'un syndrome de sevrage pouvant avoir des conséquences graves,.
Dans le traitement de l'insomnie et les troubles du sommeil, la posologie recommandée est de 5 mg par jour, en une prise immédiatement avant le coucher. Dans certains cas graves, la posologie peut être augmentée jusqu'à 10 mg par jour (voire jusqu'à 20 mg par jour en cas d'hospitalisation),.

### Épilepsie
Son importante action anticonvulsivante lui permet d'être utilisé de façon exceptionelle dans certains cas d'épilepsie, notamment dans le Syndrome de Lennox-Gastaut et le Syndrome de West, mais il est en général remplacé par le clonazépam dans ce cadre,. L'utilisation du nitrazépam dans le traitement de l'épilepsie se limite souvent au court-terme à cause de ses effets indésirables potentiels (somnolence, hypotonie) parfois invalidants et de l'installation d'une tolérance à l'effet anticonvulsivant avec le temps,.
Dans le traitement de l'épilepsie, la posologie est le plus souvent comprise entre 5 et 15 mg par jour, et peut fluctuer selon l'âge, le poids et la pathologie du patient.

## Contre-indications et précautions

### Contre-indications
Le traitement à base de nitrazépam est contre-indiqué en cas d'hypersensibilité aux benzodiazépines ou au nitrazépam, d'insuffisance hépatique ou respiratoire sévère, de myasthénie ou de syndrome d'apnée du sommeil.

### Précautions
Le nitrazépam doit être utilisé avec précaution en cas de grossesse, d'allaitement ou d'insuffisance respiratoire.
En cas d'insuffisance rénale ou hépatique, le posologie doit être réduite en fonction de l'état des fonctions hépatique et rénale du patient.
Chez le sujet âgé, la posologie doit également être revue à la baisse en raison du risque de chute causé par les effets hypno-sédatifs et myorelaxants des benzodiazépines,.

## Pharmacologie

### Pharmacodynamique
Les benzodiazépines, dont le nitrazépam, exercent leur effet en se liant aux récepteurs GABAA, qui sont des récepteurs ionotropes inhibiteurs présents dans le système nerveux central. Ces récepteurs possèdent des sites de liaison spécifiques pour les benzodiazépines (sites BZD), situés entre les sous-unités α et γ. Lorsqu'une benzodiazépine se lie à ce site, elle agit comme un modulateur allostérique positif, modifiant la conformation du récepteur et augmentant ainsi l'affinité du GABA (acide γ-aminobutyrique) pour son propre site de liaison. Cette interaction potentialise l'effet inhibiteur du GABA, conduisant à une augmentation de l'entrée d'ions chlorure (Cl-) dans le neurone, hyperpolarisant la membrane cellulaire et réduisant ainsi l'excitabilité neuronale. Cela se traduit par l'apparition des effets classiques des benzodiazépines (actions myorelaxantes, anxiolytiques, hypno-sédatives, anticonvulsivantes et amnésiantes),,.

### Pharmacocinétique
Par convention, on estime que 5 à 10 mg de nitrazépam sont équivalents à 10 mg de diazépam (Valium), une benzodiazépine de référence servant de molécule-étalon,,,,.
Par voie orale, la biodisponibilité du nitrazépam est d'environ 80% mais peut varier beaucoup selon les individus (de 53 à 97%). La prise du médicament avec de la nourriture peut ralentir et différer son absorption. Sa liaison aux protéines est de 85 à 88%.
Le nitrazépam possède un délai d'action intermédiaire avec un pic d'absorption (Tmax) situé environ 2 heures après la prise et une demi-vie d'élimination intermédiaire à longue (de 16 à 48 heures, en moyenne de 27h,,,,,).
À l'instar des autres benzodiazépines, le métabolisme du nitrazépam est principalement hépatique et implique les cytochromes CYP3A4 et CYP2D6. Les métabolites du nitrazépam sont formés par nitroréduction, acétylation et hydroxylation et ne présentent pas d'activité pharmacologique notable; Ils sont ensuite glucuroconjugués, ce qui aboutit à des substances hydrosolubles éliminées dans les urines. Environ un cinquième de la dose administrée est retrouvé dans les fèces. La principale voie métabolique consiste en une réduction puis en une acétylation du groupement 7-nitro. Le nitrazépam n'est ni un inducteur ni un inhibiteur enzymatique, ce qui limite grandement ses interactions avec d'autres médicaments.
De par ses propriétés pharmacocinétiques, il assure une sédation discernable durant environ 8 heures et est donc utilisé davantage pour éviter les réveils nocturnes que pour induire le sommeil. Dans ce rôle, il se rapproche du loprazolam (Havlane) ou de l'estazolam (Nuctalon), hypnotiques plus modernes.

## Effets indésirables
Le nitrazépam, comme tous les médicaments, comporte des effets indésirables potentiels. Ils sont extrêmement similaires à ceux des autres benzodiazépines hypnotiques et incluent divers troubles neuropsychiatriques tels que les troubles de la mémoire (notamment l'amnésie antérograde) pouvant survenir aux doses thérapeutiques, avec un risque accru en fonction de la dose, ainsi que des troubles du comportement, des modifications de la conscience, de l'irritabilité, de l'agressivité, de l'agitation et des réactions paradoxales. Les patients peuvent également développer une dépendance physique et psychique, même à des doses thérapeutiques, accompagnée de syndromes de sevrage ou de rebond à l’arrêt du traitement. D'autres effets incluent des sensations d’ivresse, des céphalées, des difficultés à coordonner certains mouvements, une confusion, une baisse de vigilance pouvant aller jusqu’à la somnolence (particulièrement chez les sujets âgés, augmentant ainsi le risque de chute), ainsi que l'insomnie, les cauchemars, une sensation de tension, des modifications de la libido et une dysarthrie (difficulté d'élocution). Sur le plan cutané, des éruptions cutanées, avec ou sans démangeaisons, peuvent apparaître. D'autres effets indésirables généraux incluent une faiblesse musculaire et de la fatigue,.

## Surdosage
En cas de surdosage, surtout en lors de la prise concomitante d'autres dépresseurs du système nerveux central (alcool, opioïdes,..), on peut observer une dépression centrale allant de la somnolence au coma avec possiblement une ataxie, une hypotonie, une hypotension, et une dépression respiratoire, pouvant engendrer un décès.

## Antidote
En cas de surdosage aux benzodiazépines, il est possible d'administrer un antidote, le flumazénil (Anexate) : il s'agit d'un antagoniste compétitif des sites des benzodiazépines disponible sous forme injectable en milieu hospitalier qui peut annuler l'action des benzodiazépines au niveau des récepteurs du GABA. Cependant, la durée d'action du flumazénil est très courte, plus courte que celle de la plupart des benzodiazépines et du nitrazépam; Un surdosage peut donc demander l'administration répétée de cet antidote jusqu'à l'élimination des substances incriminées, et donc une surveillance médicale et hospitalière rapprochée.